# Gold Cup féminine 2006
Navigation
Édition précédente Édition suivante
La Gold Cup féminine 2006, est la septième édition de la Gold Cup féminine, met aux prises les 6 meilleures sélections féminines de football d'Amérique du Nord, d'Amérique centrale et des Caraïbes affiliées à la CONCACAF. La compétition se déroule aux États-Unis du 19 au 26 novembre 2006. 
Elle sert également de tournoi qualificatif pour la Coupe du monde de football féminin 2007 qui se déroule en Chine et pour laquelle les deux premières équipes se qualifient directement, alors que l'équipe 3e accède au barrage intercontinental contre une équipe de l'AFC.

## Villes et stades
| Carson Californie                   | \| Carson Miami \| | Miami Floride                          |
| ----------------------------------- | ------------------ | -------------------------------------- |
| Home Depot Center Capacité : 27 000 | \| Carson Miami \| | Tropical Park Stadium Capacité : 7 000 |
|                                     | \| Carson Miami \| |                                        |
| Carson Miami                        | \| Carson Miami \| |                                        |

## Nations participantes
| Équipe                 | Qualification         | Nombre de participations |
| Zone Amérique du Nord  | Zone Amérique du Nord | Zone Amérique du Nord    |
| ---------------------- | --------------------- | ------------------------ |
| États-Unis             | Automatiquement       | 6e                       |
| Canada                 | Automatiquement       | 7e                       |
| Zone Caraïbes          |                       |                          |
| Trinité-et-Tobago      | Premier du groupe A   | 7e                       |
| Jamaïque               | Premier du groupe B   | 4e                       |
| Zone Amérique Centrale |                       |                          |
| Mexique                | Premier du groupe A   | 6e                       |
| Panama                 | Premier du groupe B   | 2e                       |

## Phase finale

### Premier tour
| 19 novembre 2006 | Jamaïque            | 2 – 0   | Panama | Tropical Park Stadium, Miami |                   |
| 17:00            | Sullivan 4eReid 59e | (1 - 0) |        | Spectateurs : 800            | Spectateurs : 800 |

| 19 novembre 2006 | Mexique                            | 3 – 0   | Trinité-et-Tobago | Tropical Park Stadium, Miami |                     |
| 19:00            | Pérez 20eGonzález 45eDomínguez 67e | (2 - 0) |                   | Spectateurs : 3 135          | Spectateurs : 3 135 |

## Statistiques

### Résumé par équipe
| Rang               | Équipe            | J. | V. | N. | D. | Pts | BP | BC | Diff. | Niveau atteint |
| ------------------ | ----------------- | -- | -- | -- | -- | --- | -- | -- | ----- | -------------- |
| Médaille d'or      | États-Unis        | 2  | 2  | 0  | 0  | 6   | 4  | 1  | +3    | Vainqueur      |
| Médaille d'argent  | Canada            | 2  | 1  | 0  | 1  | 3   | 5  | 2  | +3    | Finale         |
| Médaille de bronze | Mexique           | 3  | 2  | 0  | 1  | 6   | 6  | 2  | +4    | Demi-finale    |
| 4                  | Jamaïque          | 3  | 1  | 0  | 2  | 3   | 2  | 7  | -5    | Demi-finale    |
| 5                  | Panama            | 1  | 0  | 0  | 1  | 0   | 0  | 2  | -2    | Premier tour   |
| 6                  | Trinité-et-Tobago | 1  | 0  | 0  | 1  | 0   | 0  | 3  | -3    | Premier tour   |

- Équipes qualifiées pour la Coupe du monde 2007
- Équipe accédant au barrage intercontinental

### Classement des buteuses
2 buts
- Christine Sinclair
- Maribel Domínguez
- Mónica Ocampo
- Abby Wambach

1 buts
| - Melanie Booth - Randee Hermus - Rhian Wilkinson | - Aduie Sullivan - Venicia Reid - Mónica González | - Patricia Pérez - Kristine Lilly - Leslie Osborne |

### Récompenses
| Ballon d'or    | Ballon d'or    | Ballon d'or    | Ballon d'or    | Ballon d'or    | Ballon d'or    | Gant d'or   | Gant d'or   | Gant d'or   | Gant d'or   | Gant d'or   | Gant d'or   |
| -------------- | -------------- | -------------- | -------------- | -------------- | -------------- | ----------- | ----------- | ----------- | ----------- | ----------- | ----------- |
| Kristine Lilly | Kristine Lilly | Kristine Lilly | Kristine Lilly | Kristine Lilly | Kristine Lilly | Erin McLeod | Erin McLeod | Erin McLeod | Erin McLeod | Erin McLeod | Erin McLeod |
| Équipe-type    |                |                |                |                |                |             |             |             |             |             |             |
| Gardienne      | Gardienne      | Gardienne      | Défenseures    | Défenseures    | Défenseures    | Milieux     | Milieux     | Milieux     | Attaquantes | Attaquantes | Attaquantes |
| 0              | 0              | 0              | 0              | 0              | 0              | 0           | 0           | 0           | 0           | 0           | 0           |